# Blechbläserensemble

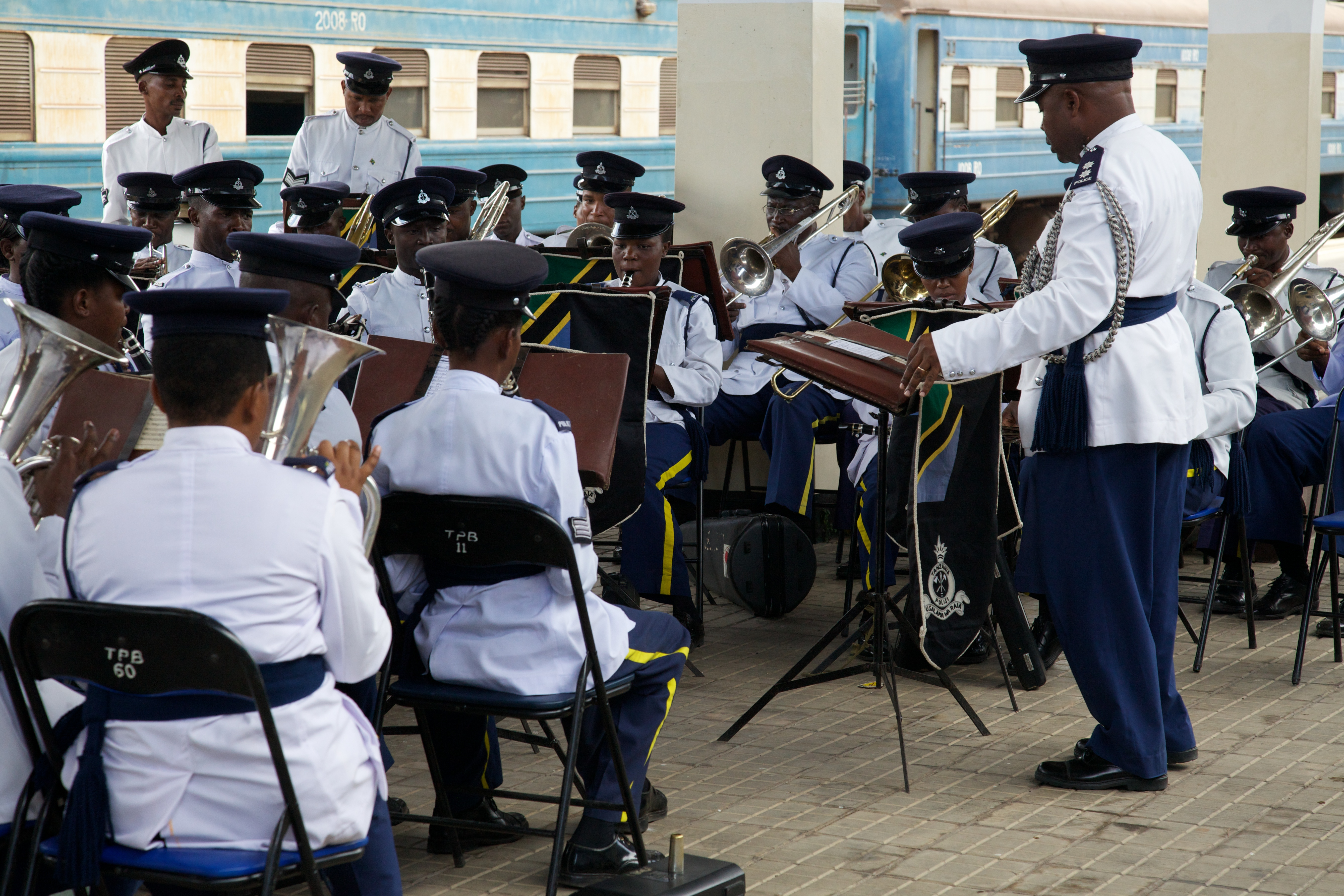
Tanzania Police Brass Band am Bahnhof von Daressalam

Ein Blechbläserensemble, auch Brassensemble (englisch-französisches Kunstwort), ist ein Ensemble, dessen Mitglieder hauptsächlich Blechblasinstrumente spielen. Die Stimmen sind häufig solistisch besetzt, das heißt, jeder Musiker hat eine eigenständige Stimme zu spielen. Die Ensembles treten mit oder ohne einen Dirigenten auf.
Da die Entwicklung des westlichen Blechbläserensembles auf den klassischen Blechbläsersatz eines Symphonieorchesters zurückgeht, werden meist auch dessen Instrumente wie Hörner, Trompeten, Posaunen, und Tuben eingesetzt. Manche Ensembles erweitern ihr Instrumentarium um Perkussionsinstrumente oder setzen zur klanglichen Variation Piccolotrompete, Flügelhorn und das Euphonium ein.

## Besetzungen
Das Blechbläserquartett ist eine Besetzung mit zwei Trompeten und zwei Posaunen. Im kirchlichen Bereich können damit vierstimmige Gesänge begleitet werden. Die tiefen Stimmen können auch substitutiv mit Horn (1. Posaune) oder Tuba (2. Posaune) besetzt werden.
Das Blechbläserquintett setzt sich aus zwei Trompeten, Horn, Posaune und Tuba zusammen.
Als größere Blechbläserensembles haben sich zwei Besetzungen entwickelt, die durch bekannte Ensembles begründet wurden. Dies ist zum einen die Philip-Jones-Besetzung mit vier Trompeten, einem Horn, vier Posaunen und einer Tuba, als auch die German-Brass-Besetzung mit vier Trompeten, zwei Hörnern, drei Posaunen und einer Tuba. Im Amateurbereich ist auch eine Mischung aus diesen beiden Besetzungen mit vier Trompeten, zwei Hörnern, vier Posaunen und einer Tuba zu finden. Dies ermöglicht die Noten beider Ensembles zur Aufführung zu bringen. Beispiele hierfür sind R(h)einblech, Niederrhein Brass oder Münchner Blechreiz.
Einige professionelle Ensembles werden mit Profimusikern aus Sinfonieorchestern gebildet. Dazu zählen beispielsweise 10forBrass, OperaBrass, Blechschaden, Salaputia Brass, German Brass, Mnozil Brass, Pro Brass und das Philip Jones Brass Ensemble, aus dem London Brass hervorging. Auch die Blechbläser der Berliner Philharmoniker sind als Ensemble aktiv.
Weitere Blechbläsergruppen sind der Posaunenchor, die britische Brassband, die Serbische Brass-Musik und das indonesische Tanjidor. Aus dem westafrikanischen Benin ist die Gangbé Brass Band international bekannt.

## Diskografie
- Frozen Brass: Asia. PAN 2020CD und Frozen brass: Africa and Latin America. PAN 2026CD, Reihe: Anthology of brass band music. Ethnic Series. Nr. 1 und 2, 1993. Hrsg.: Rob Boonzajer Flaes (Center for Visual Anthropology of the University of Amsterdam)